# Schwarzach (Stadlern)
Schwarzach ist ein Gemeindeteil der Gemeinde Stadlern im Oberpfälzer Landkreis Schwandorf in Bayern.

## Geographische Lage
Die ca. 35 Gebäude der Ortschaft Schwarzach liegen weit verstreut entlang der Kreisstraße SAD 52 und der Staatsstraße 2159 südöstlich von Stadlern. Die nur wenige Meter entfernte tschechische Grenze wird von der Bayerischen Schwarzach gebildet, die ca. 3 km weiter nördlich als „Goldbrunnen“ aus dem Reichenstein-Massiv am Südosthang des 896 m hohen Weingartnerfelsens entspringt. Stadlern liegt rund 3,5 Straßen-Kilometer entfernt.
Die Häuser von Schwarzach liegen auf den Nord-, Ost- und Südhängen des 640 m hohen Sauhügels.

## Geschichte
Schwarzach bestand bereits vor 1410. Es besaß schon im 16. Jahrhundert Glashütten, 1652 gab es eine Maxenhütte, 1700 die Wernersche Glashütte. 1850 entstand in Schwarzach ein eigenes Schulhaus. Ursprünglich bestand Schwarzach aus einem deutschen und einem böhmischen Teil, der Böhmisch-Schwarzach (tschechisch: Švarcava) genannt wurde.

## Religion
In Schwarzach gibt es eine St.-Anna-Kapelle, in der im Sommer einmal im Monat ein Gottesdienst stattfindet. Diese Kapelle ist der Startpunkt der St.-Anna-Wallfahrt, einer Fußwallfahrt von Schwarzach zur 26 km entfernten St.-Anna-Kirche im tschechischen Horšovský Týn (deutsch: Bischofteinitz). Sie findet jährlich am Samstag, der dem Annentag, dem 26. Juli, am nächsten liegt statt. Im tschechischen Horšovský Týn ebenso wie in Schwarzach wird an diesem Tag ein Annafest mit Jahrmarkt, Musik und allerlei Attraktionen gefeiert.

## Kultur und Sehenswürdigkeiten
Die Grenzstation Schwarzach ist ein Ensemble, geprägt von einem alten, seit dem Ende des Zweiten Weltkriegs geschlossenen und daher in seinem äußeren Erscheinungsbild unveränderten Grenzübergang. Vorhanden ist noch der alte Straßendamm, von Apfelbäumen und Granitbegrenzungssteinen gesäumt, der sich in einer Krümmung zur noch existierenden Grenzbrücke hinunterzieht. In etwa 100 m Abstand vom Bach, der die Grenze bildet, steht noch die alte Zollstation, Haus Nr. 3, ein altes Zollhaus aus dem 18./19. Jahrhundert mit Satteldach und hakenförmigem Grundriss. Der Gutshof als ehemalige Poststation Haus Nr. 1 ist ein Halbwalmdachbau aus dem 19. Jahrhundert. Das neue Zollhaus von 1925 ist etwas weiter in das Landinnere abgerückt. Der Triebwerkskanal für die Mühle (Haus Nr. 2), die Schule (Haus Nr. 21) und die Wohnstallhäuser mit Halbwalmdächern der Bediensteten und der Landwirte, die an der Straße aufgereiht sind, verweisen auf die Selbstversorgungsbemühungen der weitab gelegenen Station.

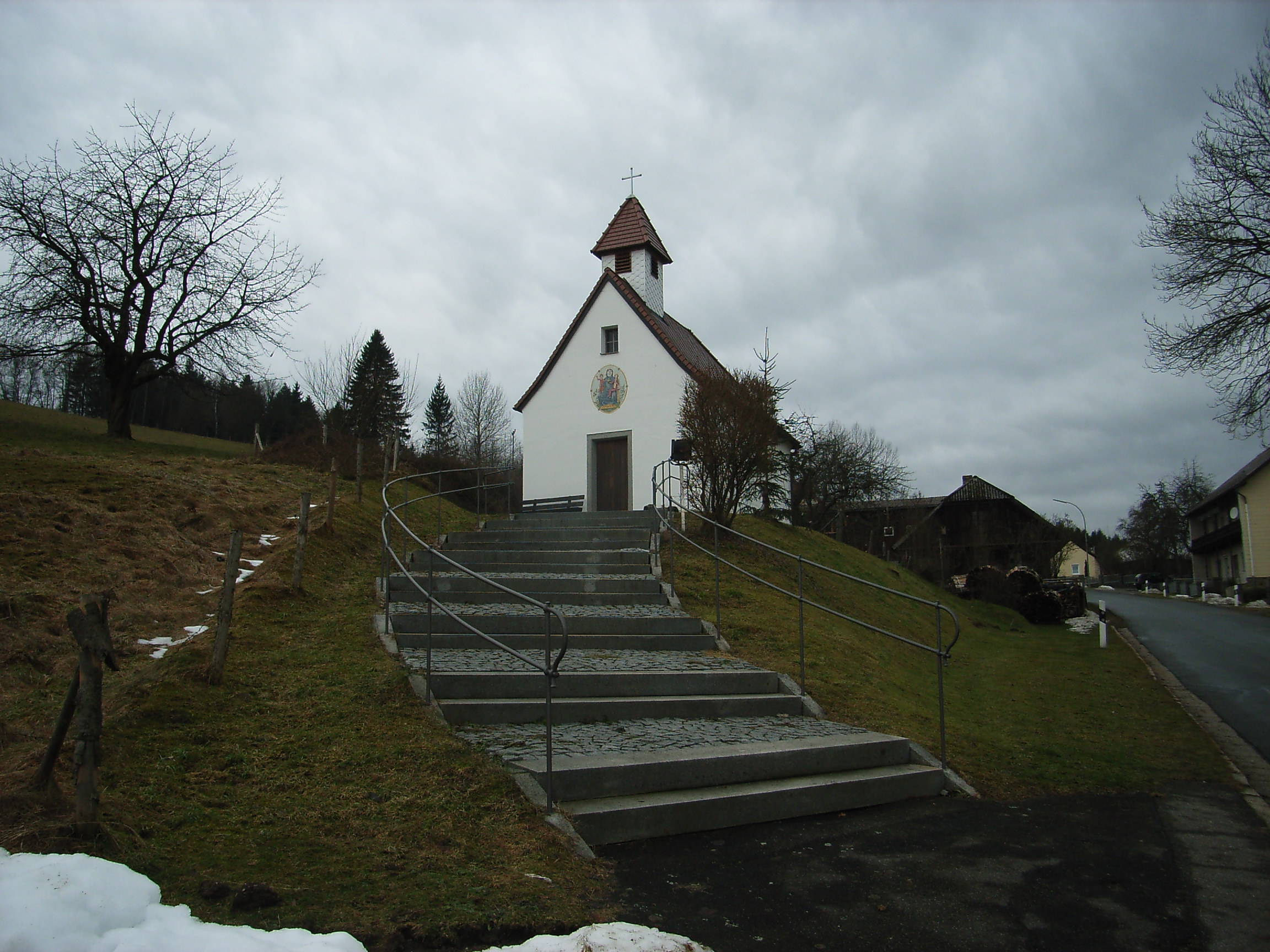
St. Anna Kapelle (2013)
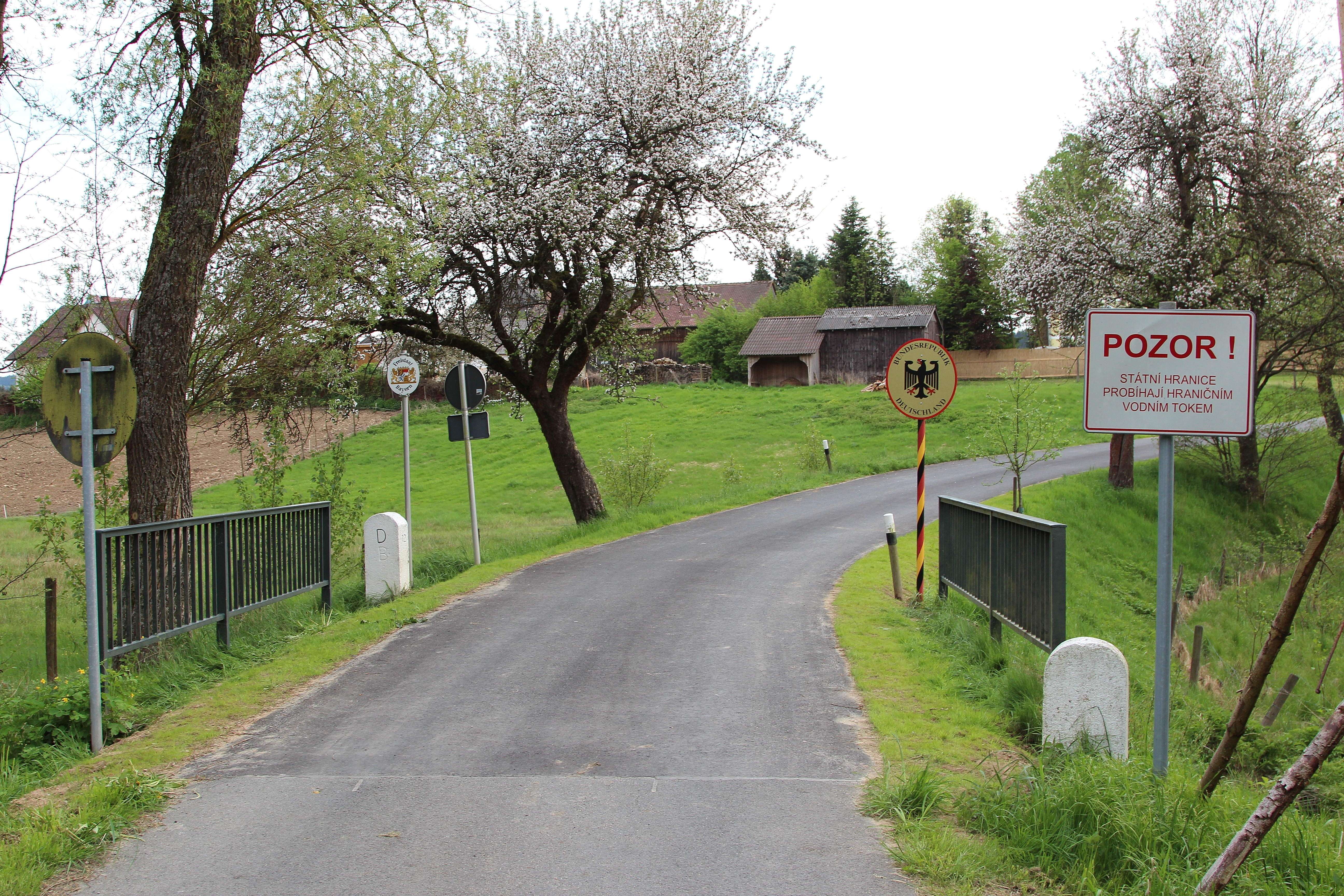
Grenzbrücke (2015)
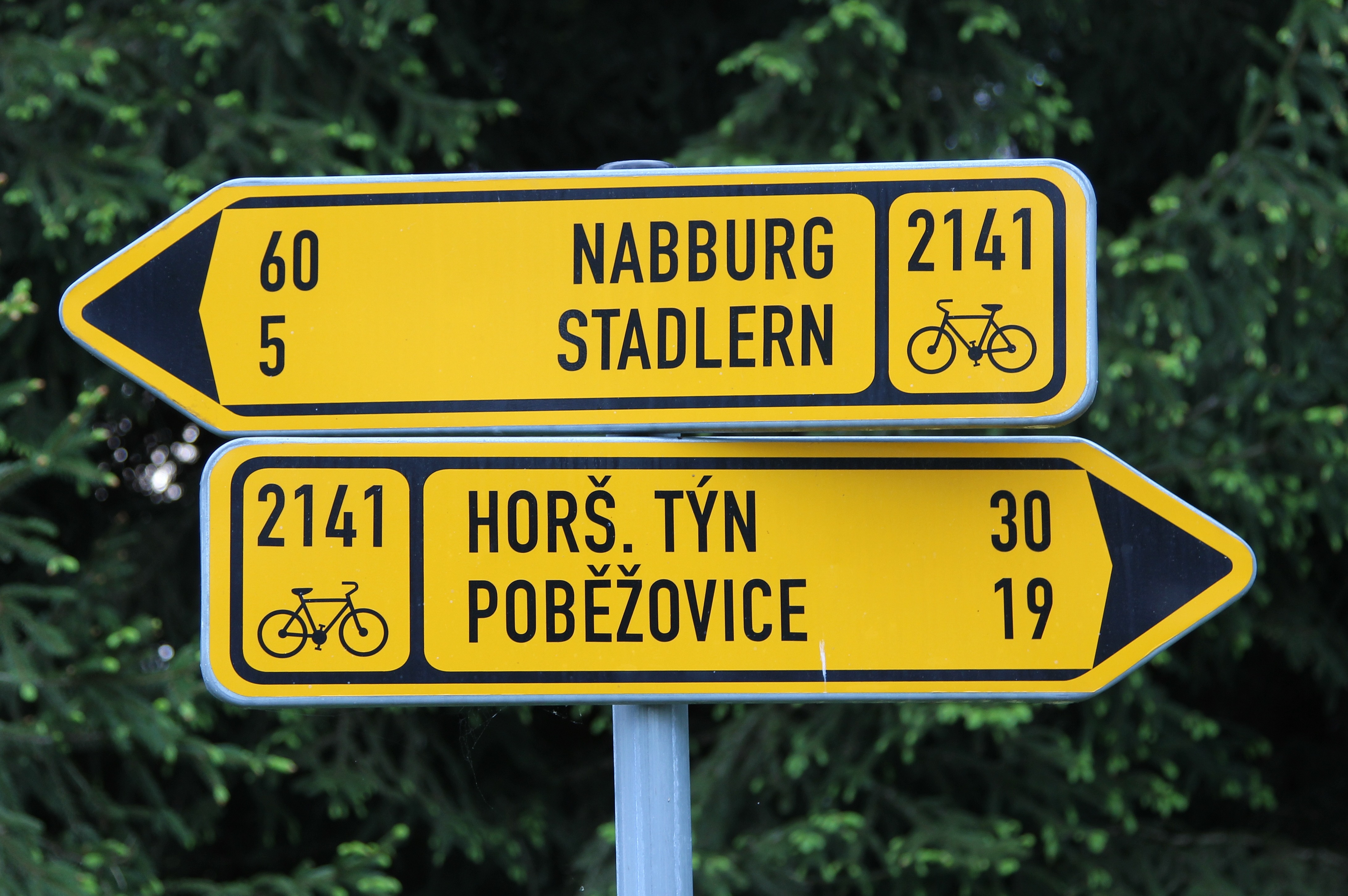
Hinweisschild für Radfahrer (2015)
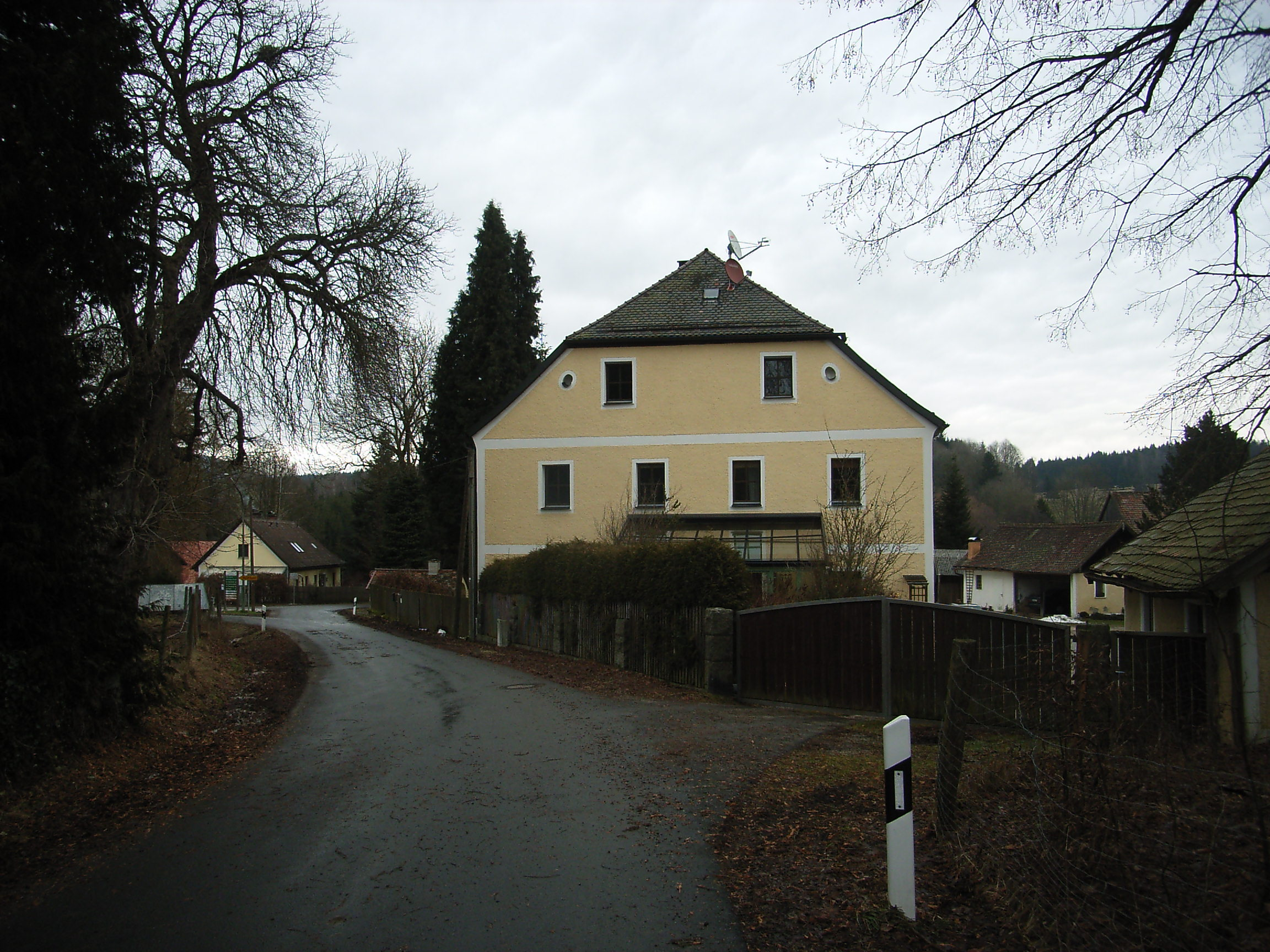
Poststation (2013)
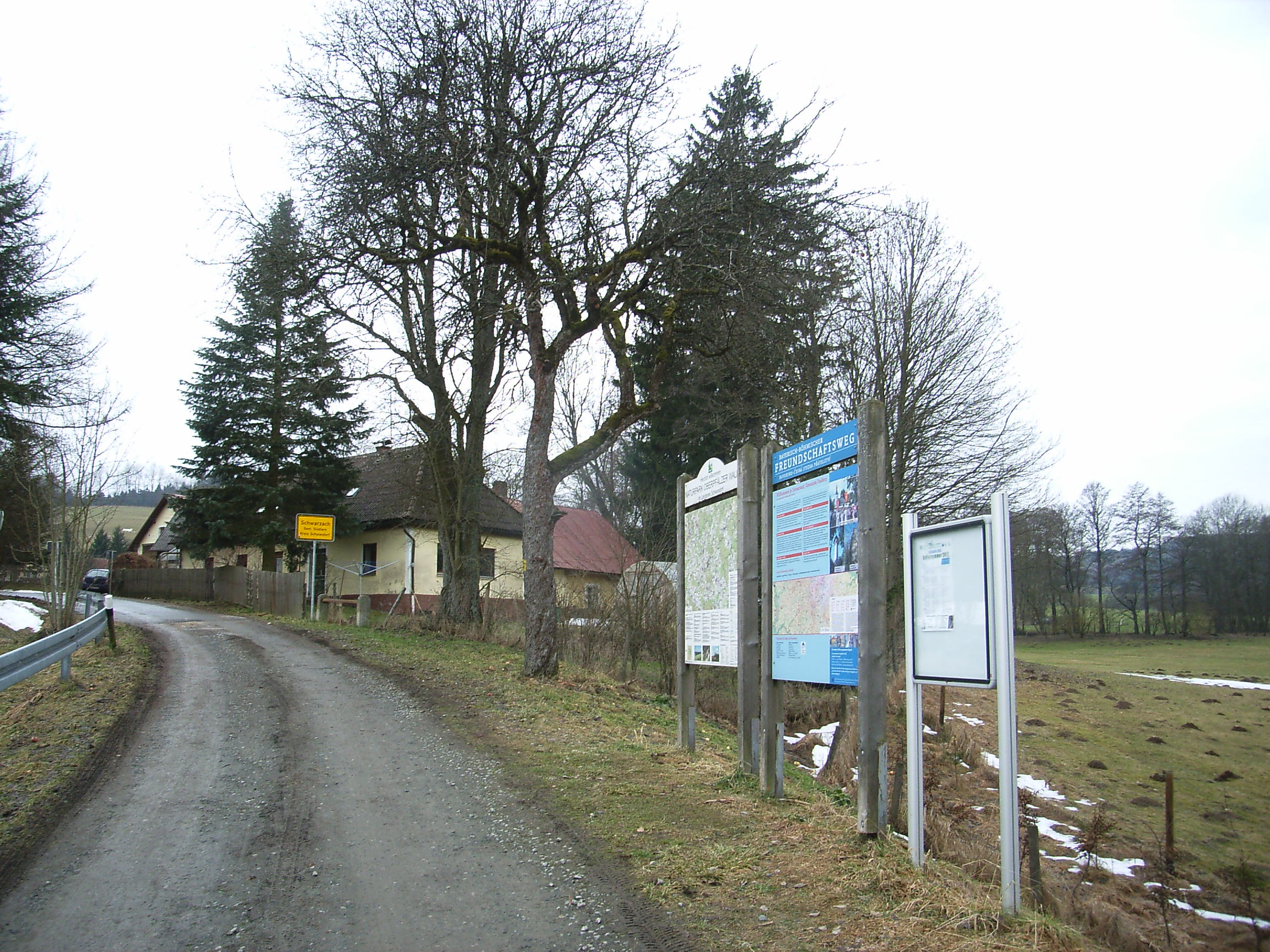
Altes Zollhaus (2013)
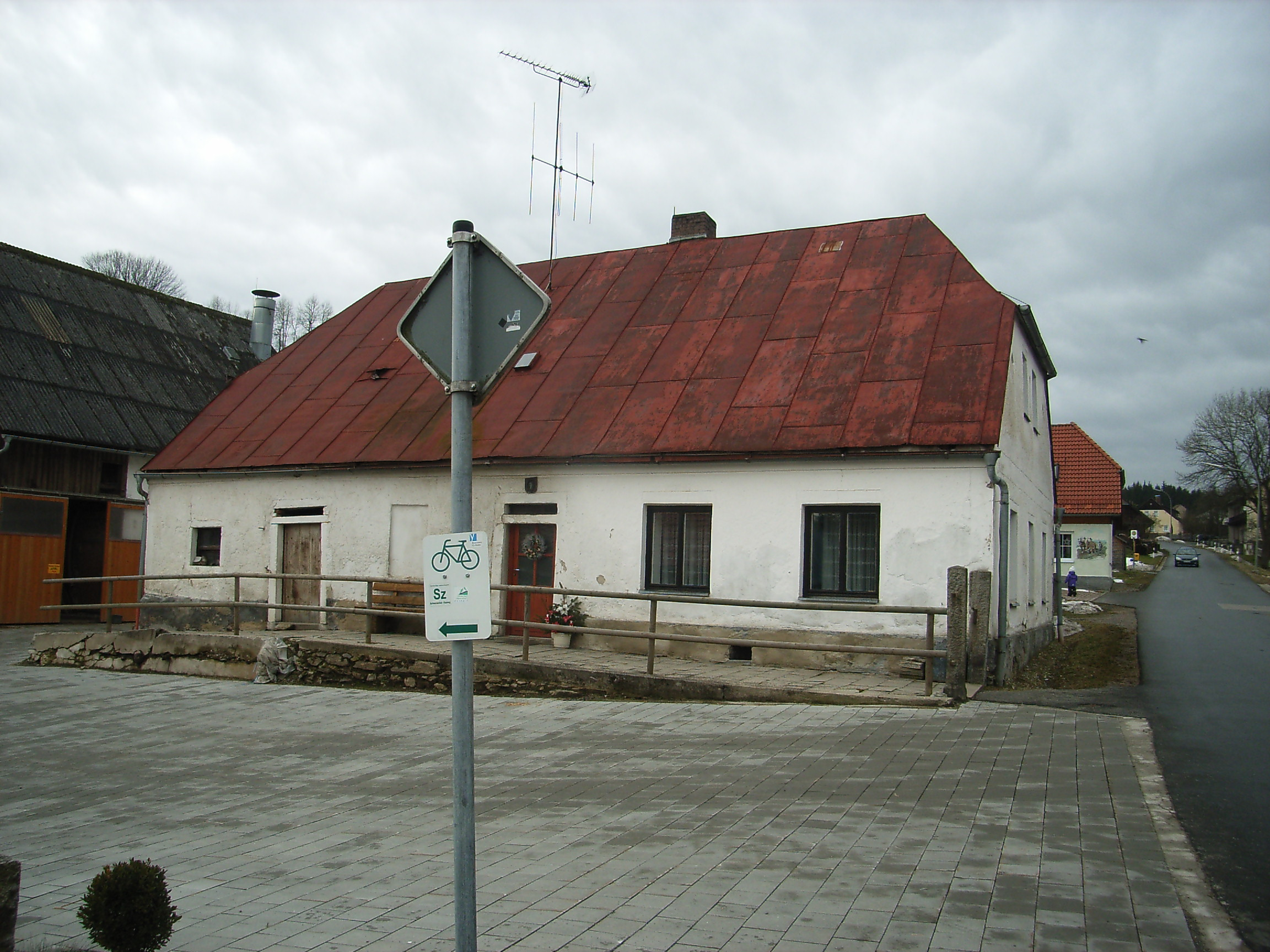
Schwarzach 7, Wohnstallhaus (2013)